# Фејт (Северна Каролина)
Фејт (енгл. Faith) град је у америчкој савезној држави Северна Каролина.

## Демографија
По попису из 2010. године број становника је 807, што је 112 (16,1%) становника више него 2000. године.
| Група             | 2000.       | 2010.       |
| Белци             | 665 (95,7%) | 768 (95,2%) |
| Афроамериканци    | 22 (3,2%)   | 13 (1,6%)   |
| Азијати           | 1 (0,1%)    | 0 (0,0%)    |
| Хиспаноамериканци | 1 (0,1%)    | 22 (2,7%)   |
| Укупно            | 695         | 807         |